# Tu-123
Tu-123 Jastrząb (ros. Ястреб) – radziecki, rozpoznawczy, bezzałogowy aparat latający (UAV – ang. Unmanned Aerial Vehicle) dalekiego zasięgu, opracowany na początku lat 60. XX wieku przez biuro konstrukcyjne OKB Tupolew. Znany również pod nazwą DBR-1.
Do czasu zakończenia produkcji w 1972 roku wyprodukowano prawdopodobnie 52 seryjne egzemplarze, które pozostawały w służbie do 1979 roku. 

## Konstrukcja
Tu-123 był całkowicie metalowym średniopłatem o trójkątnych skrzydłach. Aparat posiadał również trójkątne, płytowe usterzenie. Skrzydła pozbawione mechanizacji. W tylnej części kadłuba umieszczony był zbiornik paliwa oraz silnik turboodrzutowy KR-15 będący uproszczoną wersją silnika R-15 wykorzystywanego w samolotach MiG-25. Pod kadłubem umieszczony był półokrągły, nieregulowany wlot powietrza do silnika. Nad dyszą wylotową silnika znajdował się pojemnik ze spadochronem. W przedniej części kadłuba znajdowały się trzy aparaty fotograficzne AFA-54 oraz jeden aparat do zdjęć panoramicznych, system chłodzenia i wentylacji, dopplerowska stacja nawigacyjna, system autopilota aparatu oraz główny spadochron. Cześć nosowa Jastrzębia była odłączana i transportowana na miejsce startu oddzielnie. Aparat startował z wyrzutni ciągniętej przez ciężarówkę MAZ-537. Przed startem programowano trasę lotu. Start następuje przy użyciu prochowych przyspieszaczy startowych. Po wykonaniu zadania Tu-123 kieruje się w rejon lądowania, gdzie kontrolę nad aparatem przejmuje naziemna stacja kontroli lotu. Wyłączany jest silnik marszowy, Jastrząb wykonuje przeciągnięcie w celu zmniejszenia prędkości. Odstrzeliwana jest część nosowa, która ląduje na spadochronie, tuż przed przyziemieniem wysuwane są cztery golenie mające za zadanie zamortyzować lądowanie. Pozostała część kadłuba z silnikiem również ląduje na spadochronie. W teorii Tu-123 był aparatem wielokrotnego użytku, w praktyce jednak podczas lądowania na spadochronach obydwie części doznawały poważnych uszkodzeń, eliminujących go z dalszej służby.